# Design Science
Design Science ist ein Forschungsansatz, der das Ziel verfolgt, wissenschaftlich fundiertes Gestaltungswissen zu entwickeln und zu validieren. Der Design-Science-Ansatz geht dabei u. a. zurück auf Ideen von Herbert Simon („The Sciences of the Artificial“) und Mario Bunge („Philosophy of Technology“).

## Design Science als wissenschaftlicher Ansatz
Der Design-Science-Ansatz kann sowohl von der erklärenden Forschung als auch von der Praxis abgegrenzt werden. Während sich die erklärende Forschung damit befasst, wie Dinge sind (z. B.: Warum gibt es Armut?), beschäftigt sich der Design-Science-Ansatz damit, wie die Dinge sein sollten bzw. wie sie verändert werden können (z. B.: Wie können wir Leuten aus der Armut helfen?). Design Science unterscheidet sich dabei von der Praxis dadurch, dass relevantes Gestaltungswissen durch Nutzen der wissenschaftlichen Methode entwickelt wird anstatt durch persönliche Erfahrung oder Intuition.
Design Science kann auch als Brücke zwischen erklärender Forschung und der Praxis beschrieben werden. Während der Ansatz den Wert der Praxis teilt (d. h. insbesondere Nützlichkeit), nutzt er die Methoden der Wissenschaft (d. h. die wissenschaftliche Methode und spezifische Methoden), um dieses Wissen zu entwickeln. Beispielsweise sollte ein entwickelter Covid-19-Impfstoff möglichst nützlich sein. Die Entwicklung und die Validierung des Impfstoffs bedienten sich dabei der wissenschaftlichen Methode.

## Gestaltungswissen als wissenschaftliches Wissen
Gestaltungswissen ist eine Form von instrumentellem, wissenschaftlichem Wissen. Gestaltungswissen gibt Orientierung zu Fragen, wie ein Ziel erreicht werden kann. Es geht um Mittel-Zweck-Beziehungen anstatt um Ursache-Wirkung-Beziehungen, die in der erklärenden Forschung im Vordergrund stehen. Dabei greift Design Science auf die wissenschaftliche Methode zurück, um mögliche Lösungsideen zu entwickeln und zu validieren.
In der betriebswirtschaftlichen Forschung wurde Gestaltungswissen zu unterschiedlichen Fragestellungen entwickelt. Zum Beispiel: Wie kann die internationale Zusammenarbeit gestaltet werden, um mit globalen Herausforderungen (z. B. globale Erwärmung, soziale Instabilität, Bürgerkriege) umzugehen, oder wie sollten Entrepreneurship-Trainings gestaltet werden, um die Armut in Westafrika zu bekämpfen.

## Methodiken des Design-Science-Ansatzes
Es haben sich verschiedene Methodiken im Design Science herausgebildet. In der Wirtschaftsinformatik werden insbesondere die Methodiken von Peffers et al. (2007) und Sein et al. (2011) viel genutzt. Im Management ist die Methodik von van Aken & Berends (2018) verbreitet.